# Nassella gibba
Nassella gibba là một loài thực vật có hoa trong họ Hòa thảo. Loài này được (Phil.) Muñoz-Schick mô tả khoa học đầu tiên năm 1990.